# St. Pauli-Landungsbrücken

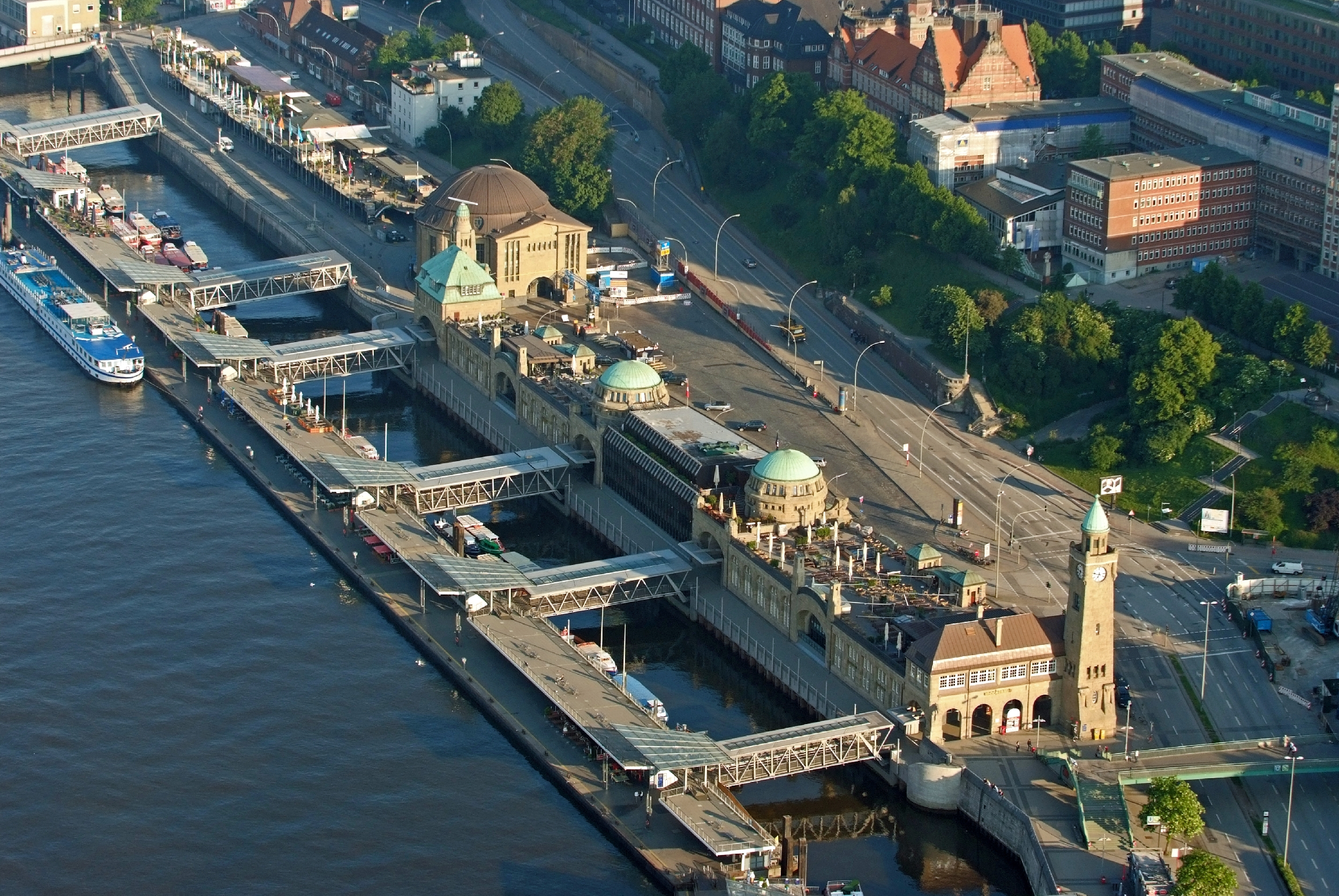
Zentraler Teil der Landungsbrücken von oben

Die St. Pauli-Landungsbrücken sind eine große Anlegestelle auf schwimmenden Pontons für Fahrgastschiffe am Nordrand des Hamburger Hafens. Die Landungsbrücken entstanden erstmals zu Beginn des 20. Jahrhunderts und mussten nach ihrer Kriegszerstörung in den 1950er Jahren teilweise neu errichtet werden.

## Lage und Umgebung
Die Landungsbrücken liegen im Hamburger Stadtteil St. Pauli zwischen Niederhafen und St. Pauli Fischmarkt an der Elbe und werden nach dem Stadtteil bezeichnet. – Auf der Uferseite der Landungsbrücken verläuft die Straße Bei den St. Pauli-Landungsbrücken. Am westlichen Ende des mehrstöckigen, landseitigen Gebäudekomplexes befindet sich in einem separaten Kuppelbau der nördliche Eingang zum Alten Elbtunnel. Den östlichen Abschluss des Gebäudekomplexes bildet der Pegelturm. Auf halber Höhe des Turmes auf der Elbseite ist oben in der Mauer ein Wasserstandsanzeiger eingelassen, der über den aktuellen Stand der Tide informiert. In seiner zweiten Funktion ist der Pegelturm auch Uhren- und Glockenturm. Das Zifferblatt ist weithin sichtbar. Die Glocke erklingt zur vollen und halben Stunde im Rhythmus der Glasenschläge aus der Seefahrt.
Am östlichen Ende der Anlage ist dauerhaft das Dreimast-Segelschiff Rickmer Rickmers festgemacht, das auch an Deck besichtigt werden kann.
Gegenüber dem östlichen Ende der Landungsbrücken befindet sich annähernd in deren Fluchtlinie die Überseebrücke auf einer eigenständigen Pontonanlage, diese war vormals der Anleger für Passagierschiffe von und nach Häfen im Ausland. Hier ist auch dauerhaft das Fracht-Motorschiff Cap San Diego als Museumsschiff festgemacht.
Der Bahnhof Hamburg Landungsbrücken besteht aus einer U-Bahn-Station, einer S-Bahn-Station und Omnibushaltestellen und bildet so einen Verkehrsknotenpunkt in Hamburg. Die Landungsbrücken sind auch eine Touristenattraktion, da von hier aus eine interessante Sicht auf die Norderelbe, gegenüberliegende Werftanlagen und Hafenbecken sowie zur Elbphilharmonie besteht und Hafenrundfahrten unternommen werden können.

## Schiffsanleger
Der erste hölzerne Schiffsanleger an dieser Stelle wurde 1839 errichtet. Er diente als Anlegestelle von Dampfern der Überseelinien, unter anderem legten hier die großen HAPAG-Linienschiffe an. Die Schiffe konnten von hier relativ einfach mit Kohle befüllt werden; außerdem sollten wegen der mit dem Betrieb verbundenen Brandgefahr ein Risiko vermieden und ein ausreichender Sicherheitsabstand gewährleistet werden. Der heutige, ab 1907 errichtete Schiffsanleger besteht aus schwimmenden Pontons, die über neun bewegliche Brücken vom Festland aus zugänglich sind. Die 688 m lange Anlegestelle diente ursprünglich den Personendampfern.

Landungsbrücken
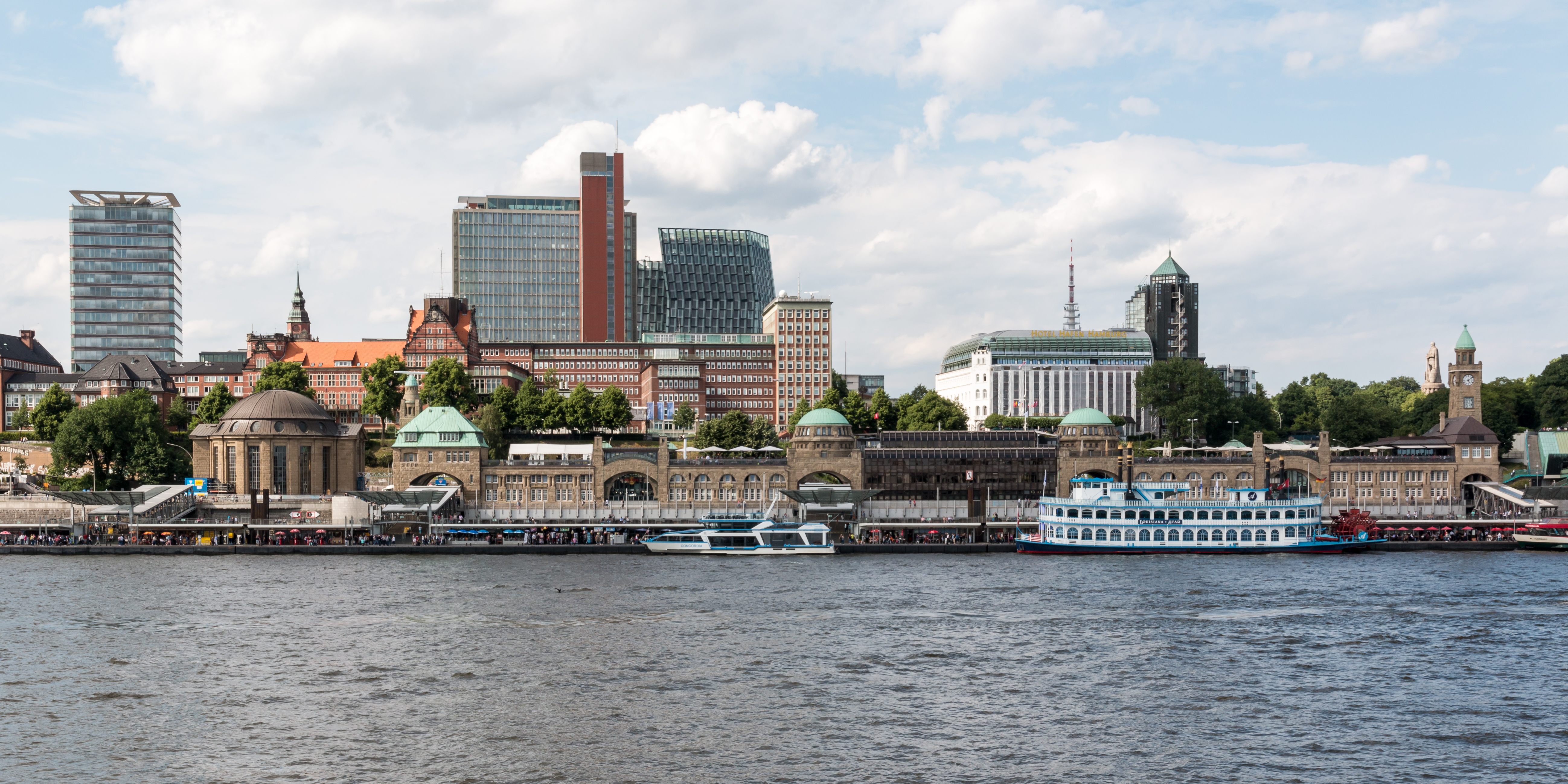
Blick von der Elbseite
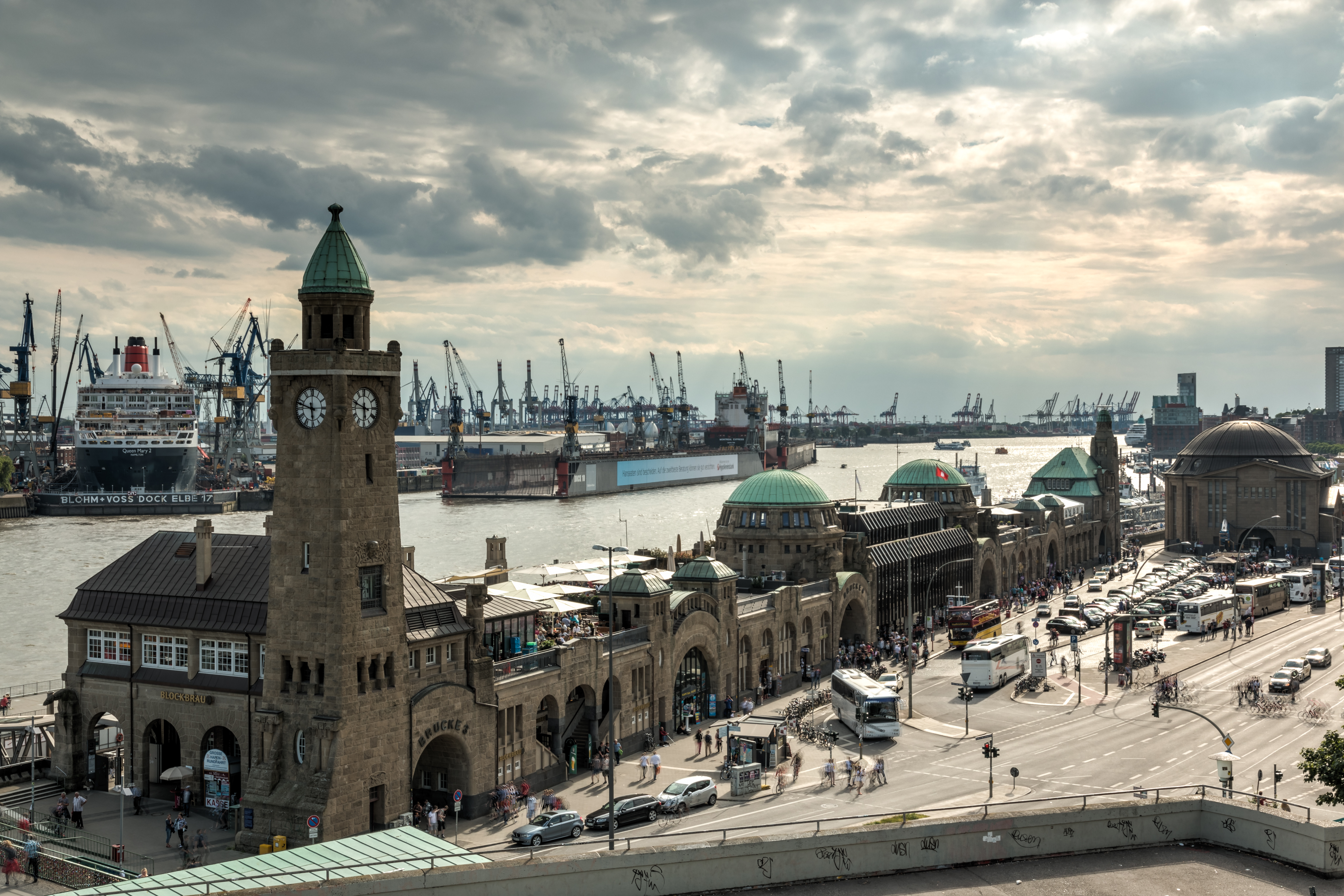
Straßenseitige Fronten der Empfangs- und Zugangsbauwerke
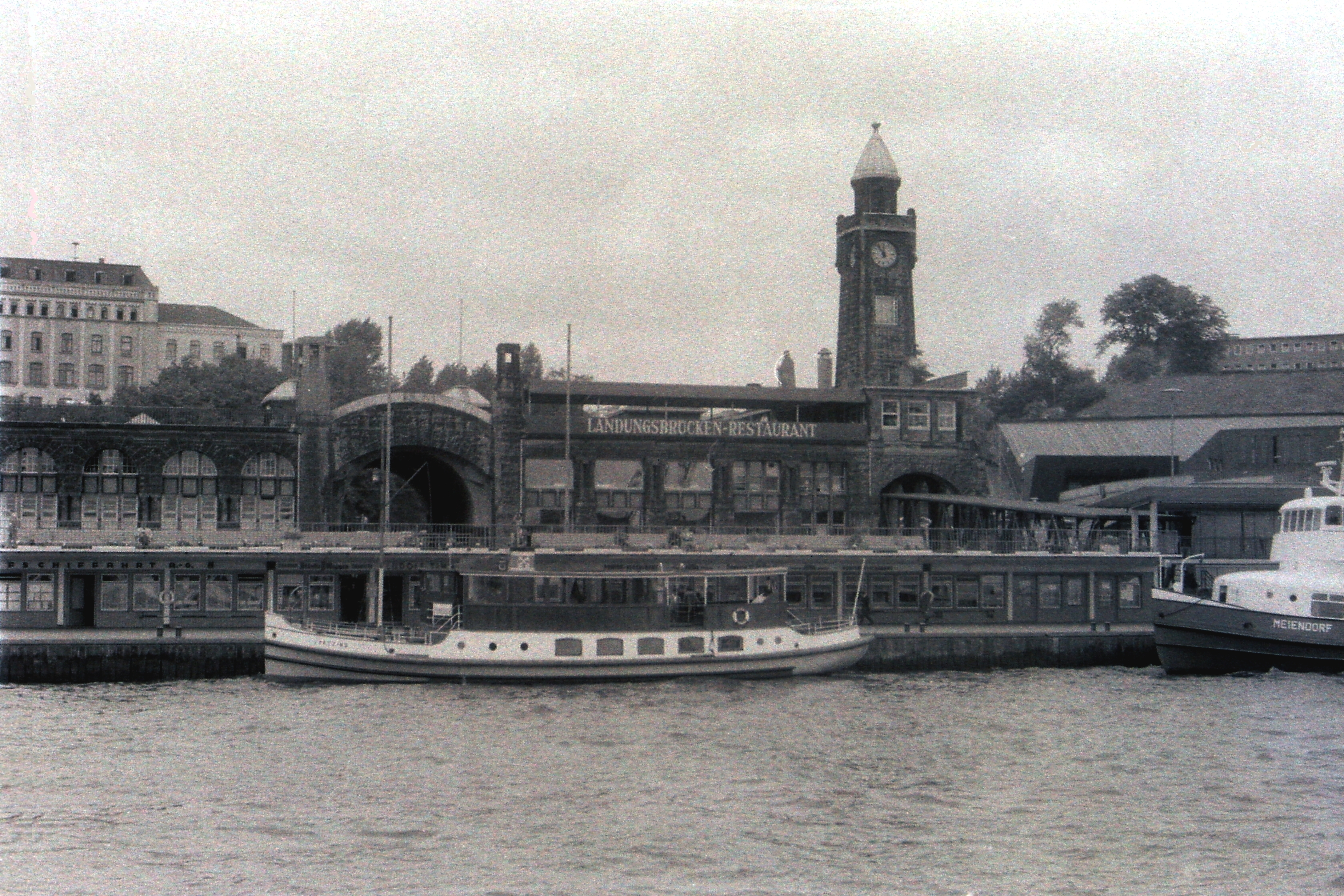
Zustand im Jahr 1965
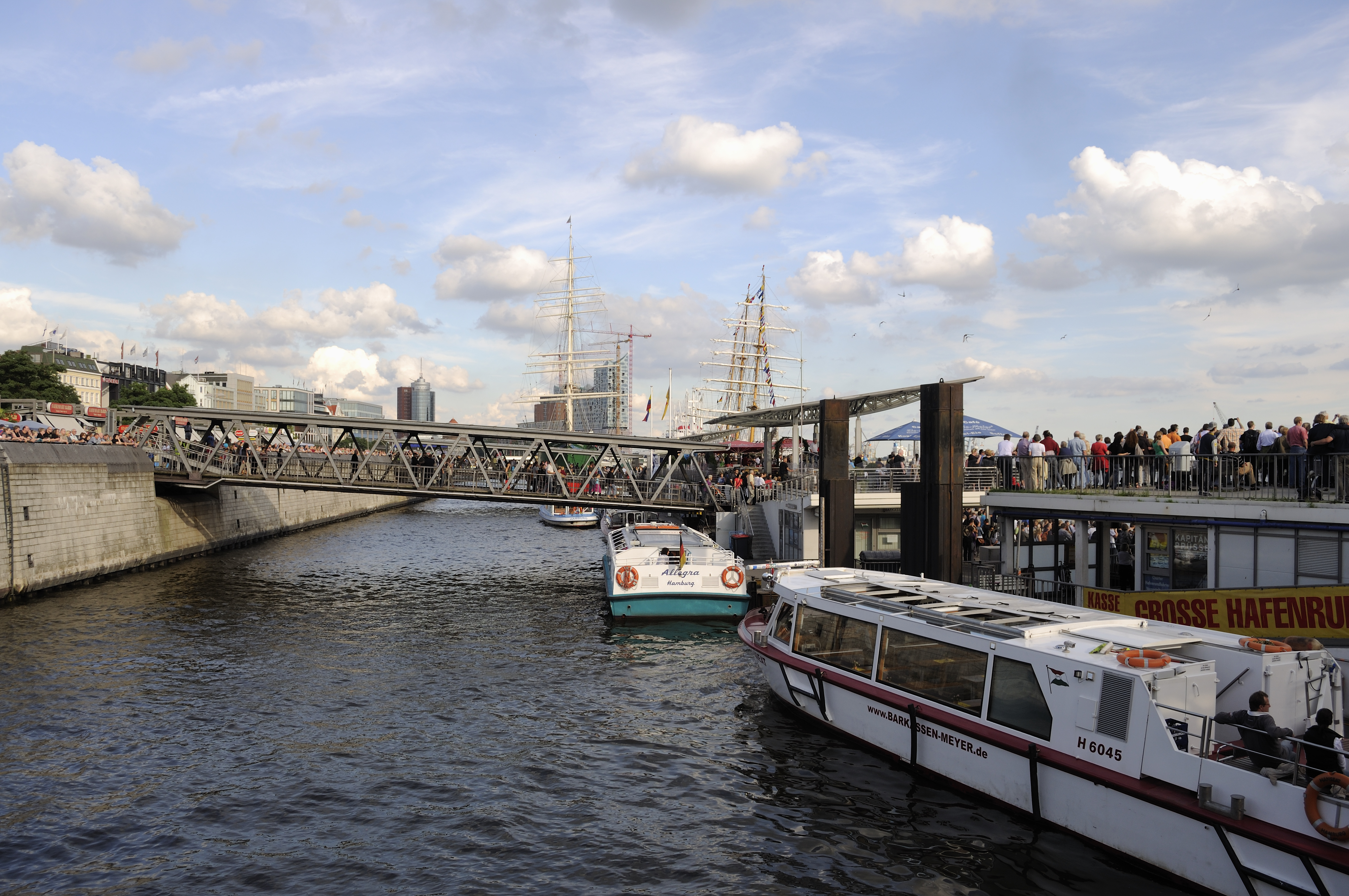
Zwischen Ufermauer und Pontons: Platz für die Rundfahrt-Barkassen
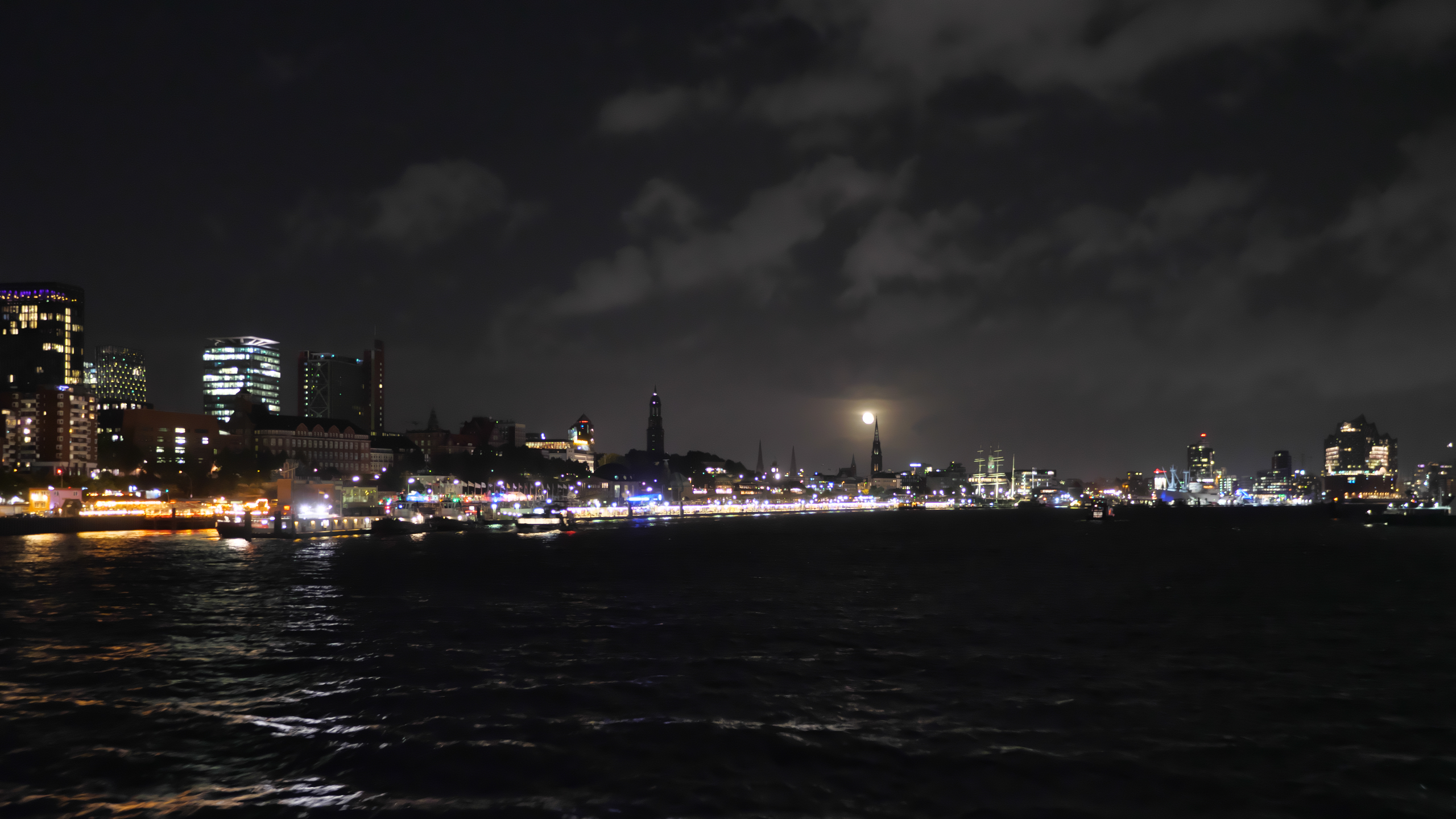
Blick von der Norderelbe aus bei Nacht

Ein umfassender Erweiterungsbau der ersten Anleger erfolgte 1869–1871. Bei dieser Gelegenheit kamen acht eiserne Pontons zum Einsatz, die den Tidenhub am Hafen ausgleichen konnten. Sie waren 25 m lang, 10 m breit und 2,5 m hoch und lagen meist nebeneinander. Sie bildeten eine Front von circa 240 m Länge, was in etwa der Länge von vier hintereinander liegenden Schiffen entsprach. Zudem konnten hier auch die Schnelldampfer für den Seebäder-Dienst nach Cuxhaven, Helgoland, Norderney und Sylt festmachen. Rund 80.000 Personen frequentierten an einem Wochenende die neuen Landungsbrücken.
Schon bald zeigte sich, dass der Ausbau nicht mehr ausreichte, weil auch stetig neue und größere Schiffe in Dienst gestellt wurden. Zudem mussten die Zu- und Abgänge vergrößert werden. So planten die Verantwortlichen der Architektengemeinschaft Raabe & Wöhlecke einen kompletten Neubau – statt einzelner Pontons entstand nun eine 420 m lange zusammenhängende Landungsbühne nach dem Vorbild der Landungsanlage in Liverpool. Die Bühne wurde von 109 eisernen baugleichen Kästen getragen, jeder 20 m lang, 3 m breit und 1,90 m hoch. Diese Schwimmkästen wurden nebeneinander reparaturfreundlich angeordnet, da sie in der Regel alle drei Jahre ausgetauscht werden mussten. Sie waren an querliegenden Längsträgern befestigt. Das Hauptdeck der Landungsbühne bestand aus einem Rost fest vernieteter und innen stabilisierter Blechträger, auf denen hölzerne Balken aufgelegt wurden, die eine Flächenbelastung bis zu 300 kg/m² aushielten. Gelenkverbindungen wurden nicht angebracht, um eine möglichst ruhige Wasserlage zu erreichen. Den Abschluss der Konstruktion bildeten kalfaterte Hartholzbohlen aus australischem Sarraholz und senkrecht aufgelegtem Föhrenholz. Neben den Ozeandampfern konnten an einem Unterdeck auch niedrige Barkassen, Segeljollen und Fährschiffe anlegen. Vom Hauptdeck der Landungsbühne führten sieben seitlich geschlossene und überdachte Brücken zum Ufer, die jeweils 30 m lang waren und über Rollbahnen dem Tidenwechsel angepasst wurden. Zur Verankerung der Landungsbühnen dienten schließlich Pfahlgruppen an der ufer-abgewandten Seite und vor die früheren Mauer- und Speicherfundamente wurde eine neue Granit-verblendete Ufermauer von 445 m Länge gebaut. Als Rammpfähle dienten Pitchpine-Rundhölzer und Föhrenholz. Nach Beendigung dieser Neubauten wurden die alten Brückenpfeiler-Gründungen und die alte Ufermauer abgebrochen, das Hafenbecken musste tiefer ausgebaggert werden. Die durch den Abbruch entstandene Freifläche wurde zur Errichtung eines neuen relativ niedrigen Empfangsgebäudes mit begehbaren Dächern in der Funktion eines Bahnhofs genutzt. Und es gab die baulichen Vorbereitungen für ein Schachtgebäude zu dem im Bau befindlichen Elbtunnel nach Steinwärder.
Der westliche Teil der neuen Landungsanlage wurde im Mai 1907 eingebaut und in Betrieb genommen. Erst ab Herbst 1907 wurde der östliche Teil begonnen, dessen Fertigstellung bis zum Sommer 1909 dauerte. Die Kosten für die Landungsbrücken betrugen samt Grunderwerb rund 5,5 Millionen Mark. Alle Arbeiten standen unter der Oberbauleitung des Geheimen Baurats Wendemuth.
Große Teile des Schiffsanlegers von 1907 wurden im Zweiten Weltkrieg bei der Operation Gomorrha zerstört, so dass neue Pontons während des Wiederaufbaus von 1953 bis 1955 entstanden sind. Das letzte im Krieg zerstörte Teilstück zwischen den Brücken 2 und 3 wurde erst 1976 neu erbaut. Im Rahmen einer 1999 begonnenen Modernisierung wurden die Überdachung und die Beleuchtung neu gestaltet. Im Zusammenhang mit dieser Maßnahme erfolgte auch der Austausch von Brücke 7.
Zu Beginn der 2020er Jahre nutzen Hafenfähren der HADAG, Hafenrundfahrtschiffe und Barkassen, Passagierschiffe im Unterelbedienst sowie die Katamarane nach Helgoland den Schiffsanleger. Täglich pendeln von hier auch Schiffe zum gegenüberliegenden Theater im Hafen Hamburg. Die HADAG-Fähren verkehren zum HVV-Tarif und die Schwerbehindertenfreifahrt gilt hier auch.

## Kulturdenkmal
Das erweiterte uferseitige Abfertigungsgebäude wurde von 1907 bis 1909 aus Tuffstein zugleich mit dem schwimmenden Schiffsanleger an der Stelle der ersten Landungsbrücken errichtet. Die Architektengemeinschaft Raabe & Wöhlecke gestaltete das Ensemble im Auftrag des Amtes für Strom- und Hafenbau der Baudeputation als einen repräsentativen Schiffsbahnhof. Mit seiner Länge von 205 m und mit seinen zahlreichen Durchgängen bzw. Brücken zu den Schiffsanlegern sowie Kuppeln und Türmen setzt es deutliche bauliche Akzente. Die Bauplastiken stammen von Arthur Bock.
An der Nordseite des Pegelturms befindet sich neben der Türumrahmung ein Relief mit der Inschrift „Wohr Di, wenn de Blanke Hans kummt“.

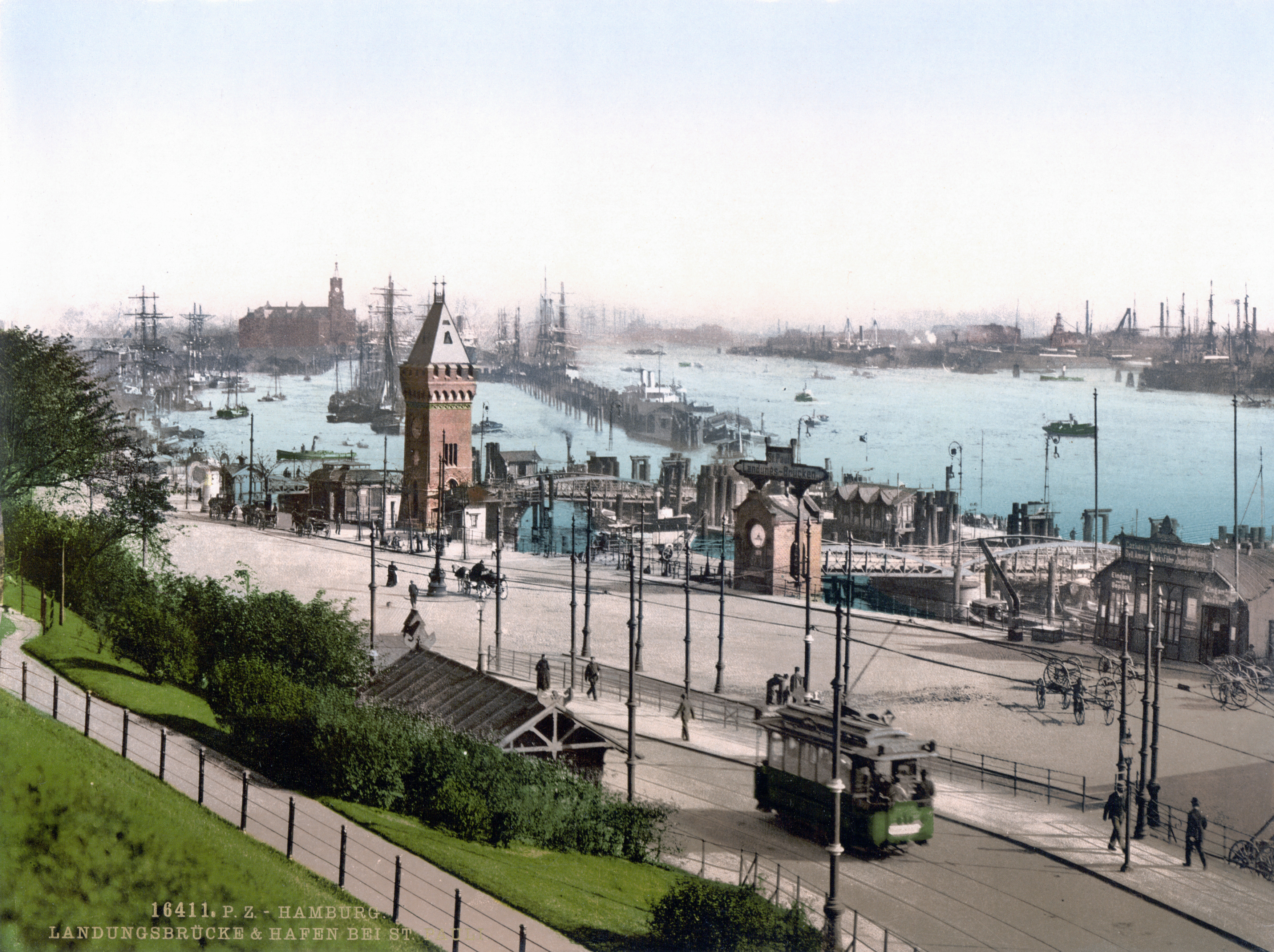
Alte Landungsbrücken bei St. Pauli um 1900
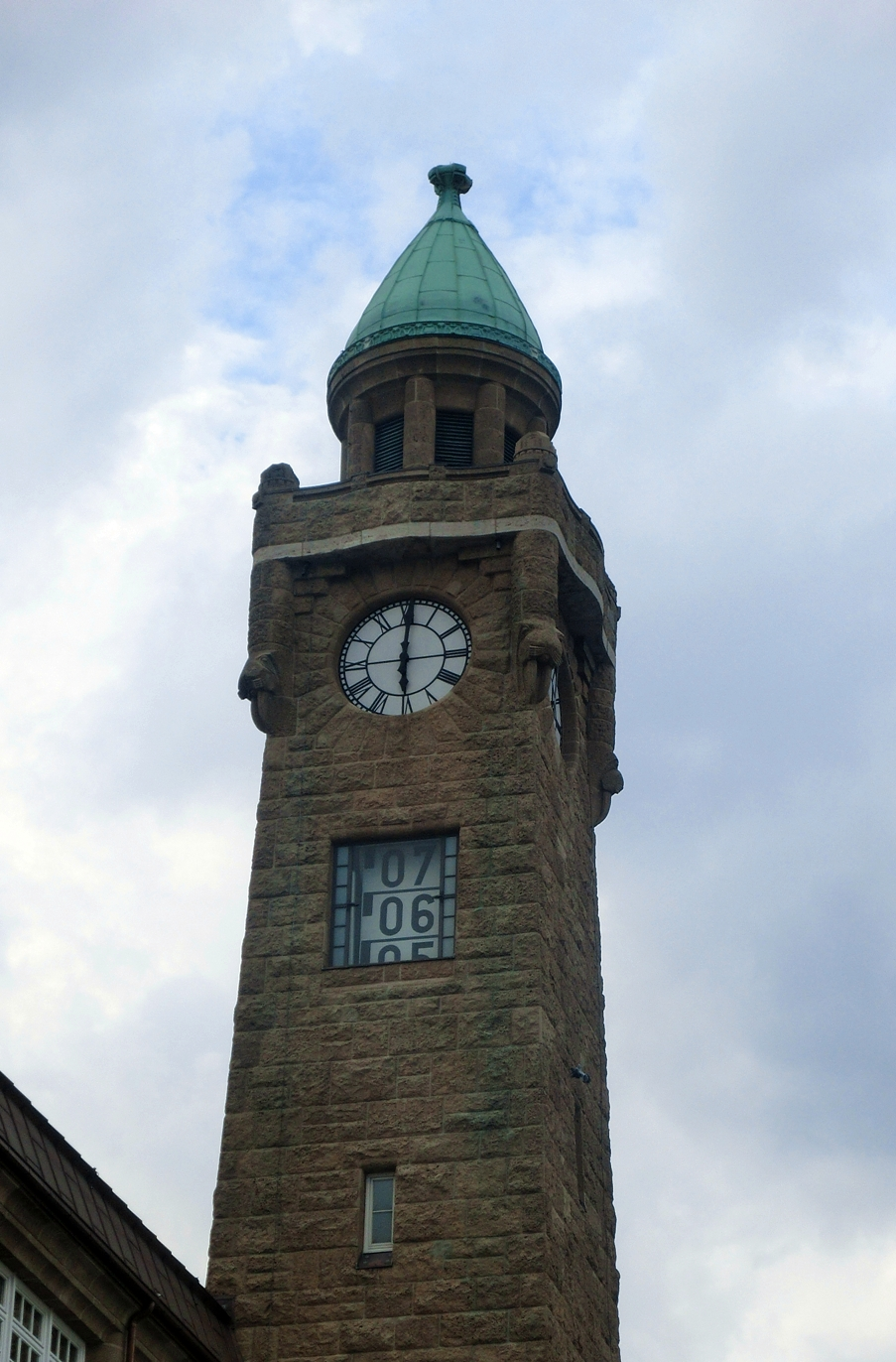
Pegelanzeige an der Wasserseite des Turms
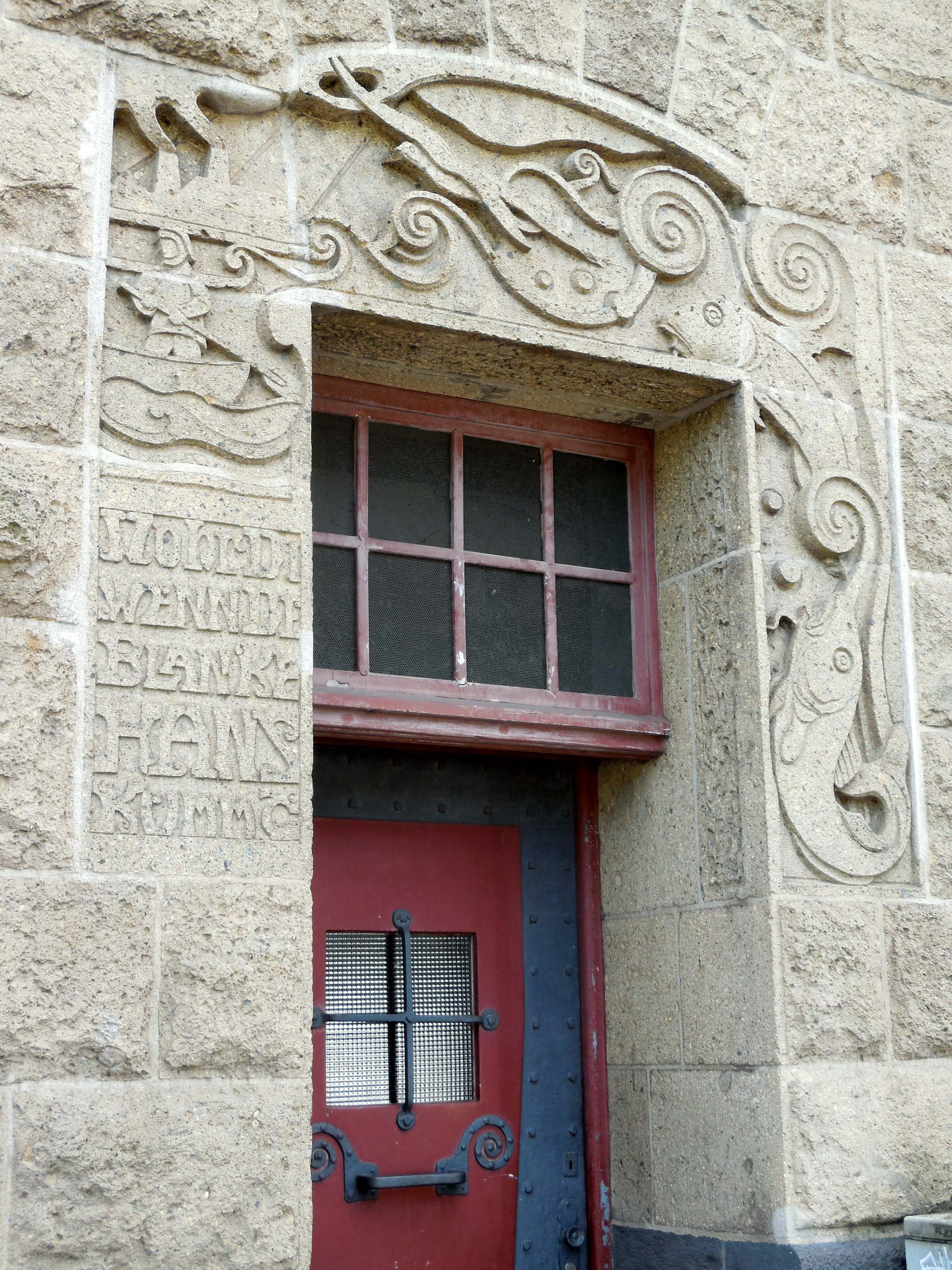
Relief am Pegelturm St. Pauli (Nordseite)
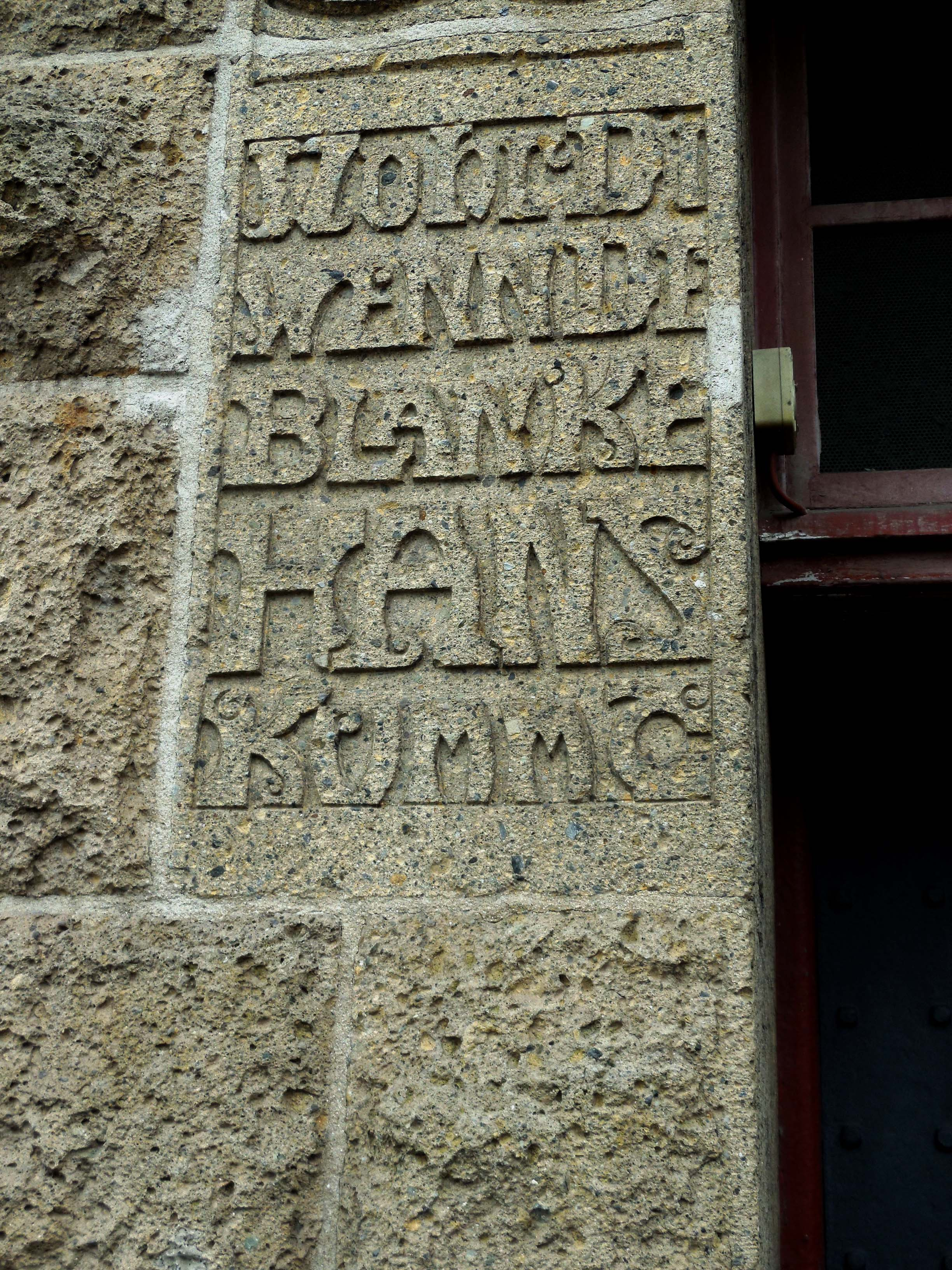
Relief-Inschrift am Pegelturm

Die Gesamtanlage wurde am 15. September 2003 unter Denkmalschutz gestellt.

## Innerstädtische Verkehrsverbindungen an den Landungsbrücken

### U-Bahn- und S-Bahn-Anbindung
Der Bahnhof der U-Bahn entstand ab 1906. Am 29. Juni 1912 wurde er eröffnet. Seit 1. Juni 1975 befindet sich hier auch eine Haltestelle der S-Bahn. Der Bahnhof ist mit einer breiten Fußgängerbrücke mit den Anlegern der Fährschiffe verbunden. Von 2019 bis 2020 wurden barrierefreien Zugänge ergänzt.

### Straßenbahn
Bis zum 3. Juni 1973 verkehrte hier eine Straßenbahn. Zuletzt handelte es sich um die Linie 1 der Straßenbahn Hamburg auf dem Weg von Schenefeld, Lornsenstraße („Lurup“) über Bahrenfeld und Altona, weiter über den Rödingsmarkt durch die Mönckebergstraße und die Lange Reihe via Uhlenhorst bis zum Goldbekplatz. Vor 1955 hatte die Linie 31 (Bahrenfeld – Altona – Innenstadt – Billstedt) diese Funktion inne, außerdem begann die Linie 14 über St. Pauli, Eimsbüttel, Eppendorf, Winterhude, Mundsburg und Hohenfelde nach Veddel zur Klütjenfelder Straße („Freihafen“). Sie endete mit Zweirichtungswagen mittels Gleiswechsel in der Haltestelle, die sich im Bereich unter der heutigen Fußgängerbrücke zur U-Bahn befand. Allerdings wurde sie bereits am 8. Juni 1956 in diesem Bereich stillgelegt, als die Linie 14 auf Einrichtungswagen umgestellt wurde und an den Landungsbrücken keine Wendemöglichkeit mehr bestand. Noch bis 1960 gab es vereinzelt Verstärkerfahrten der 14, die aber bis zum Rödingsmarkt führten. Mit dem Umbau des U-Bahnhofes um 1959 erhielt die Straßenbahnhaltestelle richtige Haltestelleninseln in der Mitte der Straßenfahrbahn.

### Omnibus-Verbindungen
| Linie | Richtung                            | Abfahrtstelle                     |
| ----- | ----------------------------------- | --------------------------------- |
| 111   | Bf. Altona und Teufelsbrück (Fähre) | Bei den St. Pauli Landungsbrücken |
| 111   | Baakenhöft                          | St. Pauli Hafenstraße             |
| 2     | Schenefeld                          | Bei den St. Pauli Landungsbrücken |
| 2     | U S Berliner Tor                    | St. Pauli Hafenstraße             |
| 608   | Nachtbus, Großlohe                  | Helgoländer Allee Westseite       |
| 608   | Nachtbus, S Reeperbahn              | Helgoländer Allee Ostseite        |

### Fähren – Schiffsverkehr
| Linie     | von / nach                     | Anlegestelle |
| --------- | ------------------------------ | ------------ |
| 61        | Hamburg-Neuhof                 | Brücke 2     |
| 62        | Hamburg-Finkenwerder           | Brücke 3     |
| 72        | Arningstraße / Elbphilharmonie | Brücke 1     |
| 73        | Ernst-August-Schleuse          | Brücke 1     |
| 75        | Hamburg-Steinwerder            | Brücke 1     |
| helgoline | Cuxhaven und Helgoland         | Brücke 8     |

## Regelmäßige Veranstaltungen
- Hafengeburtstag Anfang Mai
- Hamburg Cruise Days

## Philatelie
- 2024 erschien eine Sonderausgabe der Deutschen Post im Wert von 95 Eurocent. Die Briefmarke zeigt einen Teil der Landungsbrücken im Rahmen der Serie "Sehenswürdigkeiten in Deutschland".[6]